# Ranunculus yechengensis
Ranunculus yechengensis är en ranunkelväxtart som beskrevs av Wen Tsai Wang. Ranunculus yechengensis ingår i släktet ranunkler, och familjen ranunkelväxter. Inga underarter finns listade i Catalogue of Life.